# Nähkästchen

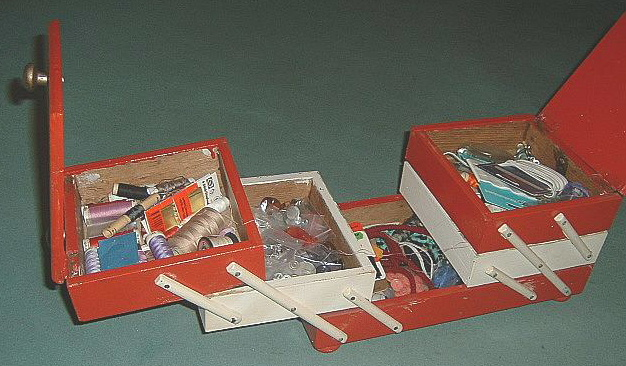
Nähkästchen

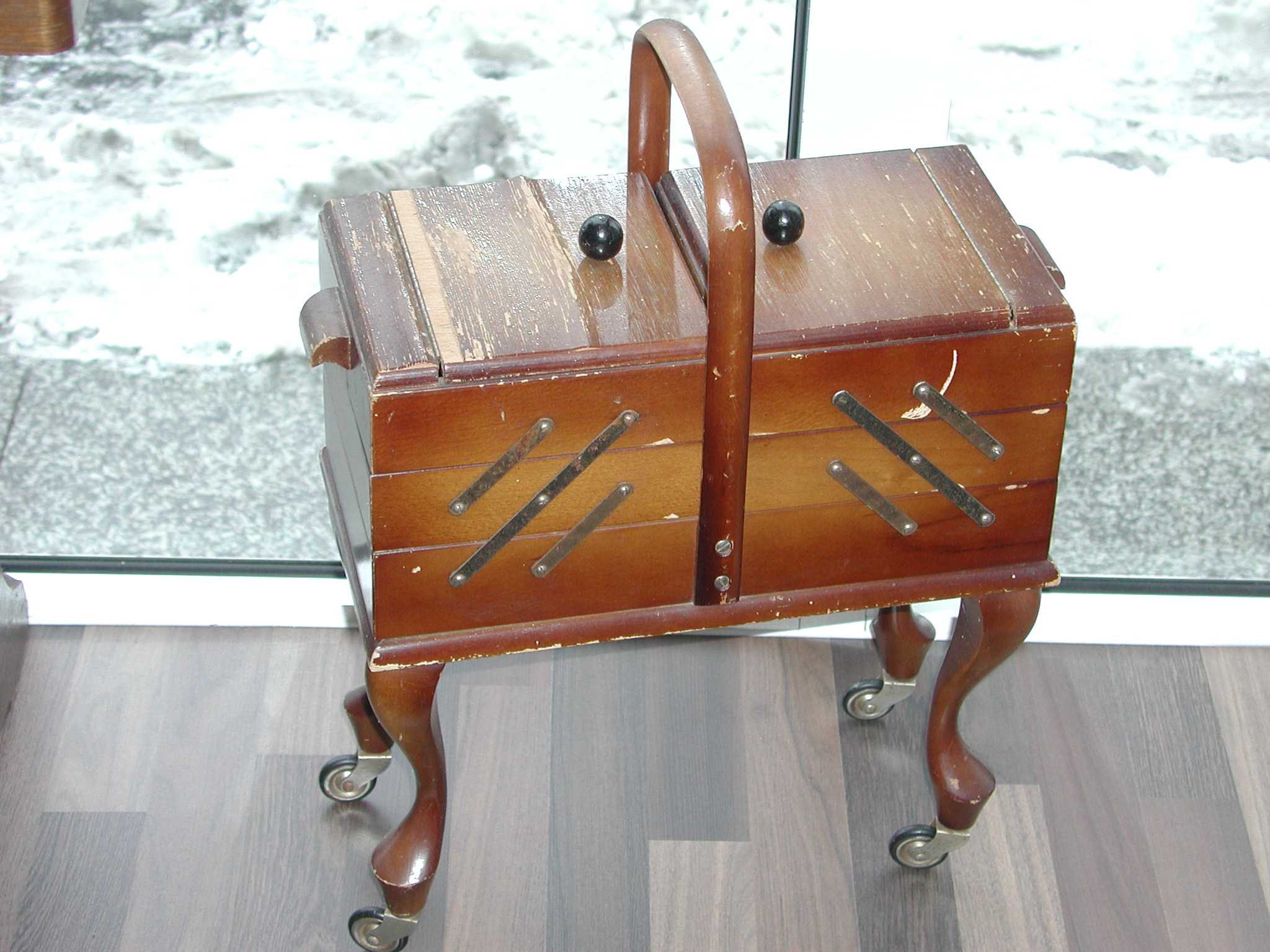
Fahrbarer Nähkasten

Ein Nähkästchen dient der Aufbewahrung von Nähutensilien wie Knöpfe, Schere, Nadeln, Einfädler und verschiedenfarbige Garne und Zwirne. Zu den Aufbewahrungsbehältern mit vielen Sortiermöglichkeiten gehören auch fahrbare Nähkästchen, die wegen ihres Gewichtes in der mobilen Form leichter zu bewegen sind. Letztere kamen vor allem nach dem Zweiten Weltkrieg häufig in Gebrauch, als, wegen fehlender Textilwarenangebote, „selber nähen“ groß geschrieben wurde.
Die Redewendung „Aus dem Nähkästchen plaudern“ bedeutet etwas verraten oder jemandem etwas zugänglich machen, das ihm ansonsten verborgen bliebe, also „Einblick in das Nähkästchen bieten“. In Theodor Fontanes Gesellschaftsroman Effi Briest wird dieser Ausdruck aufgegriffen und erhält seine literarische Prägung. In Effis Nähkästchen wird ein Päckchen Briefe gefunden, das Effis über sechs Jahre zurückliegende außereheliche Beziehung mit einem Major enthüllt. Effis Mann tötet den Major im Duell, verstößt seine Frau und verbietet ihr den Umgang mit ihrer eigenen Tochter.